# Toldbod
En toldbod er den gængse betegnelse for den havnelokalitet, hvor importerede varer toldberigtiges og toldafgifterne erlægges, og hvor varerne kunne oplægges med henblik på reeksport.